# Villa hermannloewi
Villa hermannloewi är en tvåvingeart som beskrevs av Neal L. Evenhuis och Greathead 1999. Villa hermannloewi ingår i släktet Villa och familjen svävflugor. Inga underarter finns listade i Catalogue of Life.